# Banyoneng Laok
Banyoneng Laok is een bestuurslaag in het regentschap Bangkalan van de provincie Oost-Java, Indonesië. Banyoneng Laok telt 4885 inwoners (volkstelling 2010).